# 1622 en santé et médecine
| Années de la santé et de la médecine : 1619 - 1620 - 1621 - 1622 - 1623 - 1624 - 1625    |
| Décennies de la santé et de la médecine : 1590 - 1600 - 1610 - 1620 - 1630 - 1640 - 1650 |

Cet article présente les faits marquants de l'année 1622 en santé et médecine.

## Événements
- 23 juillet : Gaspare Aselli (v. 1581-1626), chirurgien et anatomiste italien, découvre les chylifères, qu'il nomme « vaisseaux lactés » en raison de l'aspect laiteux qu'ils présentent lors de la digestion des aliments[1], découverte qui sera publiée à titre posthume, en 1627[2], sous le titre de De lactibus sive lacteis venis[3].
- « Le Parlement de Provence [ne permet plus le] relâchement des navires provenant du Levant que dans les ports de Marseille et de Toulon, qui sont les seuls à être équipés de lazarets », celui de Toulon venant d'ouvrir[4].

## Fondations
- Fondation de l'Œuvre de la Miséricorde par la congrégation laïque des Dames de la Miséricorde de Montpellier[5].
- L'hôpital de la Charité de Lyon « ouvre ses portes aux premiers pensionnaires[6] ».
- « Une chaire de chimie, la première en France, [est] créée à la faculté de médecine de Montpellier[7]. »
- Ouverture du lazaret de Toulon[4].

## Publications
- Bartolomeo Accursini, archiatre de Ravenne, fait paraître le premier volume de ses « traités et consultations médicales » (Tractatuum et consultationum medicinalium tomus prior[8]).
- Vincenzo Alsario della Croce (v. 1576 – apr. 1632), professeur de médecine pratique à la Sapienza, médecin et camérier particulier du pape Grégoire XV, publie son traité De Quaesitis per epistolam in arte medica[9].
- Johannes Assuerus Ampzing (de) (1559-1642), professeur de médecine à Rostock et médecin du duc de Mecklembourg, fait paraître son De hydrope[10]  (« De l'hydropisie »), une des « thèses défendues sous sa présidence et probablement rédigées par lui en tout ou en partie[11] ».
- Camillo Baldi (v. 1547 – 1634), professeur de logique et de métaphysique à Bologne, fait imprimer son Trattato come da una lettera missiva, si conoscano la natura e qualità dello scrivente, premier ouvrage connu de graphologie[12].
- Richard Banister (en) († 1626), ophtalmologiste anglais, praticien à Stamford dans le comté de Lincoln, fait suivre d'un Breviary of the eyes[13] la réédition du Treatise of one hundred and thirteen diseases of the eyes and eyelids[14], traduction anglaise par Anthony Hunton du Traité des maladies de l’œil[15] de Jacques Guillemeau.
- Marcus Banzer (de) (1592-1664), médecin allemand, fait paraître à Augsbourg son recueil d'ordonnances médicales sous le titre de Fabrica receptarum[16].
- Isodoro de Barreira († 1634 ?), frère de l'ordre du Christ, publie son ouvrage sur « les plantes, fleurs et fruits qui sont mentionnés dans les Écritures saintes[17],[18] ».
- Gaspard Bauhin (1560-1624), médecin et naturaliste suisse, publie une flore des environs de Bâle, qu'il intitule Catalogus plantarum circa Basileam sponte nascentium[19].
- Daniel Becker (1594-1655), professeur de médecine, originaire de Dantzig, fait paraître son Medicus microcosmicus[20],[21],[22].
- Basilius Besler, médecin, apothicaire et botaniste de Nuremberg, fait paraître la suite du catalogue illustré de sa collection de curiosités naturelles[23].
- Anton Günther Billich (de) (1598-1640), « médecin chimiste antiparacelsiste allemand, archiatre du comte d'Oldenbourg[24] », publie en latin sa « réponse aux remarques d'un anonyme sur les « Aphorismes chimiatriques » » de son beau-père, Angelo Sala (1576-1637[25]).
- Sebastian Bloss (de) (1559-1627), médecin allemand « qui fut pensionné par la ville d'Ulm, suivant Schenck (en) », fait imprimer à Tubingue une Disquisitio totius sceptisos anatomicae[26].
- Tomaso Boncore, docteur en philosophie, en médecine et en droit, fait paraître son traité De populari, horribili ac pestilenti gutturis affectione, ouvrage consacré à l'épidémie de diphtérie qui sévit alors dans le royaume de Naples[27].
- Christophe Cachet (1572-1624), écrivain et médecin, conseiller et archiatre de Lorraine, publie ses Épigrammes équestres[28], satire dirigée contre les alchimistes et les charlatans[29].
- Pietro Castelli (entre 1570 et 1575 – 1661), médecin et naturaliste italien[30], publie ses deux « lettres sur l'hellébore[31],[32] ».
- Juan de Castello, pharmacien et professeur de médecine à Cadix, publie sa Pharmacopoea, medicamenta in officinis pharmaceuticis usitata explicans[33].
- Sous le titre de Musaeum Francisci Calceolarii[34], les médecins Benedetto Ceruti († 1620) et Andrea Chiocco († 1624) éditent un catalogue « méticuleusement et admirablement illustré » du « musée » du pharmacien et botaniste italien Francesco Calzolari (1522-1609), cabinet de curiosités entretenu et développé par son arrière-petit-fils, également prénommé Francesco[35].
- Giacomo Ferrari propose ses « réflexions sur l'épidémie […] de fièvre à pétéchies » qui sévit alors dans la région de Mantoue[36].
- Henrich Flacht fait paraître à Bâle sa « méthode de guérison idiopathique et sympathique[37] ».
- Hermann Follin, professeur de médecine à Cologne, fait imprimer deux discours chez Gerhard Grevenbruch, l'un sur la fièvre à pétéchies, l'autre sur le rapport entre les théories chimique et hippocratique[38].
- Arnauld Gilles publie ses Fleurs de remèdes contre le mal de dents[39], où il rend compte de divers cas d’hémorragie consécutive à l'extraction d'une dent[40].
- Charles Guillemeau (1588-1656), fils de Jacques Guillemeau, chirurgien comme son père au service du roi Louis XIII, publie son commentaire des Aphorismes d’Hippocrate († 377 av. J.-C.[41]).
- Samuel Hafenreffer (de) (1587-1660), professeur de médecine à Tubingue, place son traité de thérapeutique et de pharmacologie sous l'invocation de l'archange guérisseur Raphaël[42].
- Gregor Horst (de) (1578-1636), proto-médecin de Hesse, publie son « Pronostic des fièvres », tiré des Prénotions de Cos, d'Hippocrate[43], ainsi qu'une édition augmentée de son ouvrage sur la dysenterie[44].
- Édition posthume, à Lunebourg, par Matthieu  Bacmeister (1580-1626), du quatrième volume[45] des « Œuvres médicales » (Opera medica), de François Joel (1508-1579[46],[47]).
- David Jouyse (fl. 1620-1622) publie sa virulente réponse au livre de Jean de Lampérière (1573-1651) paru en 1620 « sur le sujet de la peste[48],[49],[50] ».
- Johann Knyphe publie son « Confort des yeux » (Augen Trost), traité de médecine oculaire[51].
- Nicolas Abraham de La Framboisière (1560-1636) fait paraître trois ouvrages, l'un sur « les écoles de médecine[52],[53] », l'autre sur « la préparation des médicaments[54] » et le troisième sur « le traitement des fièvres[55] ».
- Sous le titre de L'Ombre de Nécrophore, vivant chartier de l'Hôtel-Dieu[56], Jean de Lampérière (1573-1651) répond violemment aux critiques que David Jouyse vient de lui adresser dans son Examen du livre de Lampérière[50].
- Gilles de L'Angélique, alchimiste, apothicaire et chirurgien, fait paraître un traité sur La Vraye Pierre philosophale de médecine[57].
- John Macollo (1576 ? – 1622), professeur de médecine chimique et médecin ordinaire de Jacques Stuart, fait paraitre à Londres un traité sur la syphilis[58].
- Publication posthume du Liber responsorum et consultationum medicinalium, d'Alessandro Massaria (1510-1598[59]).
- Benito Matamoros Vasquez Gallego, professeur de médecine à Osuna, commence à publier un « choix de thèses de médecine », dont le premier tome restera unique (Selectarum medicinae disputationum tomus I[60]).
- La traduction française des chapitres 1 à 8 du livre 4 du De gli errori popolari d'Italia[61] (1603) de Girolamo Mercurio (it) († 1615), par Jean de Gorris[62],[63] ou Jean Duret[64], est publiée à Paris chez Denys Langlois sous le titre de Discours de l'origine, des mœurs, fraudes et impostures des charlatans[66].
- Johann Neander (1596 ? – 1630 ?), homme de lettres et médecin allemand, fait imprimer chez Isaac Elzevier sa « description medico-chirurgico-pharmaceutique du tabac[67] ».
- Tommaso Neri (it) (1560 ? – 1622 ?), publie son De Tyburtini aeris salubritate commentarius, « commentaire sur la salubrité de l'air de Tivoli[68] ».
- Alessandro Peccana, médecin de Vérone, fait paraître ses commentaires sur les propriétés médicinales de la « scandella[69] », c'est-à-dire de l'orge[70].
- François Pona, docteur en médecine de l'université de Padoue, publie un « Antidote bézoardique contre tous les poisons » (Antidotus bezoardica adversus omnia venena[71]).
- Pierre Potier ou de la Poterie (1587-1640), originaire d'Angers, établi à Bologne, fait paraître une « pharmacopée spagyrique » (Pharmacopoea spagirica[72],[73],[74]).
- Hubert Arnold Rietmakers, médecin brabançon, donne un traité sur la colique néphrétique et les calculs urinaires (Tractatus de nephritico dolore[75]).
- Francesco Rossi, médecin génois, fait paraître ses Nocturnae exercitationes in medicas historias[76], réflexions en latin sur l'histoire de la médecine[77].
- Angelo Sala fait suivre sa Chrysologia, traité contre l’or potable, d'Aphorismes chimiques critiqués la même année par un anonyme et aussitôt défendus par Anton Günther Billich (de) (1598-1640), gendre de Sala[78].
- Édition posthume du traité sur la mélancolie (Dignotio et cura affectuum melancholicorum) du comosgraphe et historien espagnol Alonso de Santa Cruz (1505-1567) par son fils Antonio Ponce de Santa Cruz (en) (1561-1632), professeur à Valladolid et médecin du roi Philippe IV[79].
- Antonio Ponce de Santa Cruz (en) (1561-1632), professeur à Valladolid et archiatre du roi Philippe IV, fait imprimer à Madrid sa Philosophia Hippocratica[80], ainsi que, en un volume in-folio, des Opuscula medica et philosophica dont le dernier consiste dans l’édition du traité sur la mélancolie de son père, Alonso de Santa Cruz[81].
- Antonio Santorelli (1583-1653), professeur de médecine au gymnase de Naples, fait paraître son Antepraxis medica[82].
- Francesco Scacchi (1577-1656), médecin, originaire de Fabriano, praticien à Rome, donne son traité sur les boissons (De salubri potu dissertatio[83]).
- Devant la menace d'un retour de la peste dans le Milanais, et pour faire profiter de l'expérience qu'il a acquise lors de l'épisode de 1576, Ludovico Settala (1550-1633) reprend des écrits de jeunesse[84] sous le titre de De peste et pestiferis affectibus[85].
- Parution à Bâle d'une dissertation De philtris, d’Hector Zolicoffer, docteur de la faculté de médecine de Montpellier[86],[87].

## Personnalités
- Fl. Jean Portays, maître chirurgien à Morannes, dans le Maine[88].
- Fl. René Béhigné, maître apothicaire à La Flèche dans le Maine[88].
- 1612-1622 : fl. Johann Günther, auteur, en 1621, d'un manuel pour l'étude du traitement des maladies complexes, « exercices » tirés de la Méthode thérapeutique de Galien[89].
- 1620-1622 : fl. David Jouyse, médecin de peste de la ville de Rouen, accusé par son confrère Jean de Lampérière « d'une méprise qui aurait entraîné la contamination de la demeure [d'un] pestiféré[50],[48],[90] ».
- 1620-1622 : fl. Hector Zollicoffer, docteur en médecine de la faculté de Montpellier en 1620, et auteur d'une dissertation De philtris, publiée à Bâle par Jean-Jacques Genastius en 1622[86],[91].

## Naissances
- 4 mai (bapt.) : Jean Pecquet (mort en 1674), médecin et anatomiste français[92], auteur, en 1651, d'Experimenta nova Anatomica[93] « où il décrit minutieusement sa découverte du canal thoracique et du réceptacle du chyle[94] ».
- 31 juillet ? (bapt.) : Marie Pournin (morte en 1699), sage-femme, directrice de l'hôpital de Ville-Marie, futur Hôtel-Dieu  de Montréal, en l'absence de Jeanne Mance, sa fondatrice[95].
- 24 septembre : Georg Händel (de) (mort en 1697), barbier chirurgien, père du compositeur Georg Friedrich Haendel[96].
- François Bayle (mort en 1709), professeur de médecine à Toulouse[97].
- Georges Hubert, dit le chevalier de Saint-Hubert (mort en 1701), « toucheur » dont le geste était censé protéger de la rage[98].
- Thomas Willis (mort en 1677), iatrochimiste, connu pour ses contributions à l'anatomie du cerveau[99].

## Décès
- Giulio Jasolino (it) (né en 1538), anatomiste et hydrologue italien, auteur du De' rimedi naturali che sono nell'isola Pithaecusa, hoggi detta Ischia (1588), premier traité d'hydrologie médicale[100].
- John Macollo (né vers 1576), professeur de médecine chimique et médecin ordinaire de Jacques Stuart, auteur d'un traité sur la syphilis[58].
- Michel Maier (né en 1569), médecin et alchimiste allemand, conseiller de l'empereur Rodolphe II[101].
- Jacques de Marque (né en 1569), chirurgien français[102].
- Francesco Plazzoni (né en 1552 ?), chirurgien et anatomiste italien, auteur de traités sur les blessures par arme à feu (1618) et sur les organes de la génération (1621[103]).
- Bernardo Vargas Machuca (es) (né en 1557), homme de guerre, naturaliste et vétérinaire espagnol, auteur en 1599 d'une Milicia y descripción de las Indias[104], véritable « guide du conquistador » qui traite, entre autres sujets, des connaissances médicales et des remèdes nécessaires en campagne[105].
- Ercole Zecchi (né à une date inconnue), docteur en médecine de l'université de Bologne[106] ; éditeur, en 1613, d'un traité des urines (De urinis brevis et pulcherrima methodus) rédigé par son oncle Giovanni Zecchi (1533-1601[107]).
- 1622 ? :  Thoma de Neris (né vers 1560), auteur d'un « commentaire sur la salubrité de l'air de Tivoli »  (De Tyburtini aeris salubritate commentarius) paru en 1622[108].
- 1622 ou 1624 : Jean Auvray (né en 1580 ou  1590), chirurgien et poète rouennais[109].